# Charles Graner
Charles A. Graner Jr., (Pittsburgh, Estados Unidos, 10 de noviembre de 1968) es un exsoldado de reserva del Ejército estadounidense que fue condenado por abuso de prisioneros en relación con el escándalo del abuso de prisioneros en Abu Ghraib entre 2003 y 2004. Graner, con otros soldados de su unidad, la Compañía de Policía Militar 372, fue acusado de permitir e infligir abuso psicológico, sexual y físico a prisioneros de guerra iraquíes en Abu Ghraib, una notable prisión en Bagdad durante la ocupación de Irak por los Estados Unidos. También fue condenado de conspiración para maltratar detenidos, no protegiendo a los detenidos de los abusos, crueldad y malos tratos, así como cargos de asalto, indecencia, e incumplimiento del deber. Fue encontrado culpable de todos los cargos el 14 de enero de 2005, y sentenciado a 10 años en la prisión militar de Fort Leavenworth; siendo degradado a soldado raso, con baja deshonrosa y pérdida de paga y prestaciones. Los cargos de adulterio y de obstrucción de la justicia se retiraron antes del juicio.
Graner tenía el rango de especialista en la compañía durante su misión en Irak. Mientras que en Irak, la especialista Lynndie England, también implicada en el escándalo de prisioneros, quedó embarazada, supuestamente por él.